# Droga wojewódzka 410
Die Droga wojewódzka 410 (DW 410) ist eine sechs Kilometer lange Droga wojewódzka (Woiwodschaftsstraße) in der polnischen Woiwodschaft Opole, die Kędzierzyn-Koźle mit Brzeźce verbindet. Die Strecke liegt im Powiat Kędzierzyńsko-Kozielski.

## Streckenverlauf
Woiwodschaft Opole, Powiat Kędzierzyńsko-Kozielski
-  Kędzierzyn-Koźle (Kandrzin-Cosel) (DK 40, DW 408, DW 418, DW 423, DW 426)
- Kobylice (Kobelwitz)
- Biadaczów
-  Brzeźce (Brzezetz) (DW 408)